# Anchista

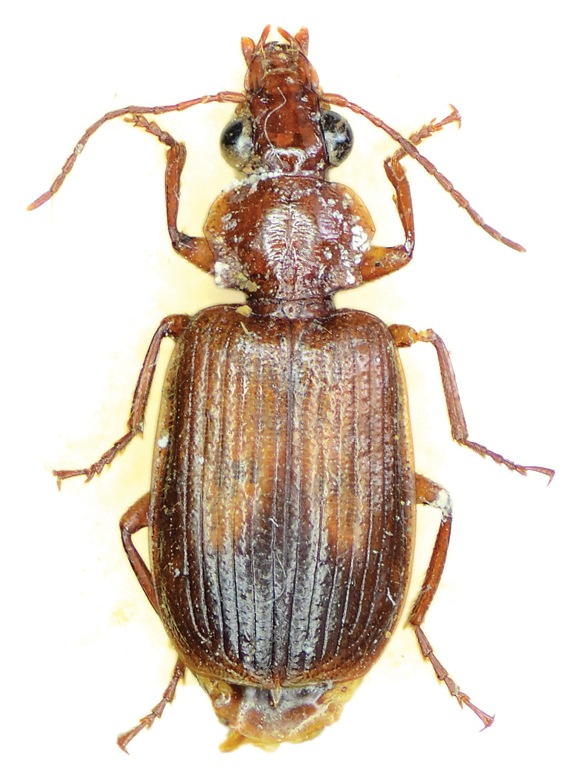
Anchista fenestrata subpubescens

Anchista – rodzaj chrząszcza z rodziny biegaczowatych i podrodziny Lebiinae. Obejmuje cztery opisane gatunki. Zamieszkują subkontynent indyjski i Półwysep Indochiński.

## Morfologia
Chrząszcze o ciele długości od 7 do 8,5 mm. Na wierzchu ich ciała dominuje barwa od rudożółtej przez rudobrązową po ciemnobrązową. Spód ciała jest niemal nagi.
Głowę mają nagą lub rzadko owłosioną; warga górna zawsze jest naga. Oczy złożone są półkuliste, silnie wyłupiaste, ponad dwukrotnie dłuższe od skroni, które to silnie się za nimi zwężają. Rozprostowane ku tyłowi czułki sięgają do podstawy pokryw i mają człon trzeci nieco dłuższy od następnego. Przeciętnie rozszerzone żuwaczki mają niemal proste krawędzie zewnętrzne. Głaszczki szczękowe cechuje wrzecionowaty człon ostatni. Warga dolna ma języczek z czterema szczecinkami, przynajmniej tak długi jak bezzębne, błoniaste przyjęzyczki, niezmodyfikowany ząbek bródki z parą szczecinek u podstawy, dwie długie szczecinki na podbródku oraz toporowate, u samca silniej, u samicy słabiej rozszerzone ostatnie człony głaszczków wargowych.
Nieco szersze od głowy przedplecze ma nagi lub owłosiony dysk, zaopatrzone w szczecinki kąty przednie, lekko w połowie długości kanciaste i przed kątami tylnymi zafalowane krawędzie boczne, lekko rozwarte do ostrych kąty tylne oraz płatowatą podstawę. Pokrywy są szerokie, o równomiernie zaokrąglonych kątach zewnętrznych, ściętych wierzchołkach i niewystających kątach przyszwowych. Na międzyrzędach trzecich leży od dwóch do czterech chetoporów pierwotnych, a na międzyrzędach piątych od jednego do czterech chetoporów pierwotnych. Pory pępkowate na międzyrzędzie dziewiątym formują pojedynczy szereg. Krótkie odnóża mają rozszerzone stopy z rozwidlonym członem czwartym i grzebieniowanymi pazurkami. U samców stopy pierwszej i drugiej pary zaopatrzone są we włoski adhezyjne, przy czym na stopach środkowych mogą one być szczątkowe.
Odwłok samicy ma ostatnie sternum z prostą lub lekko wykrojoną krawędzią tylną i dwoma parami szczecinek, samca zaś ma owo sternum na tylnej krawędzi umiarkowanie wykrojone i zaopatrzone w jedną parę szczecinek. Samiec ma genitalia o płacie środkowym edeagusa prawie prostym, nieskręconym, z umieszczonym grzbietowo otworem wierzchołkowym o nagim lub oszczecinionym brzegu nasadowym. Endofallus pozbawiony jest torebki szczytowej i typowego flagellum, natomiast dysponuje łatami kolców i słabymi sklerotyzacjami. Narządy rozrodcze samic cechują się rurkowatą i niezakrzywioną spermateką o niewyraźnej, pierścieniowatej rzeźbie, wąskim i długim gruczołem spermatekalnych uchodzącym w pobliżu jej wierzchołka oraz bułatowatym, dozewnętrznie zakrzwionym członem wierzchołkowym pokładełka z wydłużonym wyrostkiem błoniastym na szczycie.

## Rozprzestrzenienie
Rodzaj orientalny. Wszystkie gatunki występują na subkontynencie indyjskim, a jeden ponadto dalej na wschód. Ich zasięg obejmuje Pakistan, Indie, Sri Lankę, Bangladesz i Mjanmę.

## Taksonomia
Takson ten wprowadzony został w 1856 roku przez Johna Nietnera na łamach „Journal of the Asiatic Society of Bengal” jako monotypowy. Nietner zaliczył doń tylko opisanego w tej samej publikacji Anchista modesta, który zsynonimizowany został przez Herberta Edwarda Andrewesa w 1924 roku z A. brunnea, opisaną w 1823 roku przez Christiana R.W. Wiedemanna jako Lebia brunnea. Po rewizji podplemienia Physoderina opublikowanej w 2013 roku przez Shi Honglianga, Zhou Hongzhanga i Liang Hongbina do rodzaju tego zalicza się cztery opisane gatunki:
- Anchista brunnea (Wiedemann, 1823)
- Anchista fenestrata (Schmidt-Göbel, 1846)
- Anchista nubila Andrewes, 1931
- Anchista pilosa Shi et Liang, 2013